# David Abraham
David Ángel Abraham (Chabás, 15 juli 1986) is een Argentijns voetballer die doorgaans als centrale verdediger speelt. Hij verruilde TSG 1899 Hoffenheim in juli 2015 voor Eintracht Frankfurt.

## Clubcarrière
Abraham debuteerde voor Independiente in 2005 in de Argentijnse Primera División. In 2007 verhuisde hij naar Nàstic, op dat moment spelend in de Segunda División. Nadat de club er niet in slaagde om promotie af te dwingen, besloot Abraham om Nàstic te verlaten voor FC Basel. Op 18 juli 2008 tekende hij hier een vierjarig contract. Hij debuteerde op 18 juli 2008 tegen BSC Young Boys, in het Stade de Suisse. Twee weken later speelde hij voor het eerst in de Champions League-voorronde tegen IFK Göteborg. Op 18 september 2008 maakte hij zijn eerste doelpunt voor FC Basel, in de groepsfase van de Champions League tegen Sjachtar Donetsk. In 2010 won Abraham met FC Basel de dubbel (beker + competitie) en in 2011 opnieuw de competitie. Op 24 juli 2010 maakte hij zijn eerste doelpunt in de Zwitserse competitie, tegen FC Sion. In 2012 won hij met FC Basel opnieuw de dubbel.
Op 29 mei 2012 werd bevestigd dat Abraham een vierjarig contract tekende bij Getafe CF. Aangezien hij einde contract was, mocht hij Basel transfervrij verlaten. Na amper zes maanden werd hij voor vier miljoen euro verkocht aan TSG 1899 Hoffenheim. Op 27 mei 2013 scoorde hij zijn eerste doelpunt voor Hoffenheim, tegen Kaiserslautern. Abraham speelde 2,5 seizoen voor Hoffenheim en tekende in juli 2015 vervolgens een contract tot medio 2018 bij Eintracht Frankfurt, dat in het voorgaande seizoen één plaats onder Hoffenheim eindigde in de Bundesliga.
Abraham maakte als basisspeler deel uit van de ploeg van Eintracht Frankfurt, die op zaterdag 19 mei 2018 de DFB-Pokal won door in de finale FC Bayern München met 3–1 te verslaan. Het was de eerste grote prijs voor de club in dertig jaar.
Tijdens de wedstrijd Freiburg-Eintracht Frankfurt zorgde Abraham in de slotfase voor een opstootje omdat hij de coach van Freiburg onderuit haalde. Dit moest hij bekopen met een rode kaart en een schorsing van zeven weken.

## Clubstatistieken
| Seizoen         | Club                   | Competitie         | Competitie | Competitie | Beker | Beker | Europa | Europa | Totaal | Totaal |
| Seizoen         | Club                   | Competitie         | Wed.       | Dlp.       | Wed.  | Dlp.  | Wed.   | Dlp.   | Wed.   | Dlp.   |
| --------------- | ---------------------- | ------------------ | ---------- | ---------- | ----- | ----- | ------ | ------ | ------ | ------ |
| 2005/07         | Independiente          | Primera División   | 70         | 2          | 0     | 0     | 0      | 0      | 70     | 2      |
| 2007/08         | Gimnàstic de Tarragona | Segunda División A | 36         | 3          | 0     | 0     | 0      | 0      | 36     | 3      |
| 2008/09         | FC Basel               | Super League       | 33         | 0          | 0     | 0     | 8      | 1      | 41     | 1      |
| 2009/10         | FC Basel               | Super League       | 21         | 0          | 3     | 0     | 6      | 0      | 30     | 0      |
| 2010/11         | FC Basel               | Super League       | 28         | 5          | 0     | 0     | 12     | 0      | 40     | 5      |
| 2011/12         | FC Basel               | Super League       | 23         | 3          | 2     | 0     | 8      | 0      | 33     | 3      |
| 2012/13         | Getafe CF              | Primera División   | 6          | 0          | 4     | 0     | 0      | 0      | 10     | 0      |
| 2012/13         | TSG 1899 Hoffenheim    | Bundesliga         | 12         | 0          | 0     | 0     | 0      | 0      | 12     | 0      |
| 2013/14         | TSG 1899 Hoffenheim    | Bundesliga         | 20         | 2          | 1     | 1     | 0      | 0      | 21     | 3      |
| 2014/15         | TSG 1899 Hoffenheim    | Bundesliga         | 14         | 0          | 1     | 0     | 0      | 0      | 15     | 0      |
| 2015/16         | Eintracht Frankfurt    | Bundesliga         | 31         | 0          | 0     | 0     | 0      | 0      | 31     | 0      |
| 2016/17         | Eintracht Frankfurt    | Bundesliga         | 19         | 1          | 3     | 0     | 0      | 0      | 22     | 1      |
| Carrière totaal | Carrière totaal        | Carrière totaal    | 313        | 16         | 11    | 1     | 24     | 1      | 361    | 18     |

## Interlandcarrière
Abraham nam met Argentinië –20 deel aan het WK –20 van 2005 in Nederland. Argentinië werd wereldkampioen met onder anderen Sergio Agüero, Fernando Gago en Lionel Messi.

## Erelijst
| Competitie            |          |                           |          |          |
| Competitie            | Aantal   | Jaren                     |          |          |
| FC Basel              | FC Basel | FC Basel                  | FC Basel | FC Basel |
| --------------------- | -------- | ------------------------- | -------- | -------- |
| Kampioen Super League | 3x       | 2009/10, 2010/11, 2011/12 |          |          |
| Beker van Zwitserland | 2x       | 2009/10, 2011/12          |          |          |
| Eintracht Frankfurt   |          |                           |          |          |
| DFB-Pokal             | 1x       | 2017/18                   |          |          |
| Argentinië –20        |          |                           |          |          |
| Wereldkampioen –20    | 1x       | 2005                      |          |          |